# قائمة إصدارات الطوابع في أوكرانيا لسنة 2018
هذه قائمة الطوابع البريدية التي أصدرها البريد الأوكراني للتداول في عام 2018.
في الفترة من 22 يناير إلى 26 ديسمبر 2018، أصدر 90 طابعًا بريديًا، شملت 89 الطوابع التذكارية، غطت الطوابع التذكارية ذكرى التواريخ المهمة والأحداث وذكرى الشخصيات الثقافية البارزة وغيرها، وكذلك طابع واحد من الإصدار التاسع للطوابع القياسية.
وقد كانت الطوابع بالفئات التالية:
- 5.00 هريفنا
- 7.00 هريفنا
- 7.50 هريفنا
- 9.00 هريفنا
- 10.50 هريفنا
- 13.00 هريفنا
- 15.00 هريفنا

بالإضافة إلى طوابع من فئات بالحروف «D» و«V» و«W» و«Z» وليس قيمة رقمية. هذه الطوابع التي كانت ضمن إصدارات طوابع بريدية أوكرانية حملت قيمًا على شكل حروف من الأبجدية الأوكرانية، كان هذا يشير إلى نظام مؤقت للقيمة بسبب التضخم المفرط الذي كانت تعاني منه البلاد منذ أوائل التسعينيات بعد انهيار الاتحاد السوفيتي. فعوضا عن الأرقام التي تحدد قيمة الطابع برقم معين (مثل 10 أو 50 كوبيك)، فقد استعملت حروف أوكرانية أو لاتينية، وهذا بسبب أن القيم متغيرة وأن هذه الحروف لم تكن تمثل قيمة ثابتة بالمعنى التقليدي. بدلاً من ذلك، كانت تمثل فئة سعرية أو تعرفة بريدية محددة في ذلك الوقت.
وهكذا فقد كان يصدر تعديل دوري نظرًا للتضخم السريع، وقد كانت قيمة هذه الفئات السعرية التي تمثلها الحروف تتغير دوريا (أسبوعيًا في بعض الأحيان) لمواكبة تقلبات سعر الصرف مقابل الدولار الأمريكي وتكاليف البريد المتزايدة. كذلك كان استخدام الحروف أسهل وأسرع من إعادة طباعة طوابع جديدة بأرقام مختلفة كل فترة قصيرة، وكان يعلن عن قيمة كل حرف بالعملة المحلية (الكاربوفانيتس الأوكراني ثم الهريفنيا الأوكرانية) دوريا. مثلا قد يمثل الطابع الذي يحمل الحرف "А" قيمة معينة للرسائل المحلية العادية، بينما يمثل الطابع الذي يحمل الحرف "Б" قيمة أعلى للرسائل المسجلة أو المرسلة إلى وجهات أبعد.
استخدم هذا النظام بين عامي 1994 و1996 حتى استقر الوضع الاقتصادي وأدخلت العملة الوطنية الجديدة، (الهريفنيا الأوكرانية) (₴)، في عام 1996. بعد ذلك، بدأت الطوابع تحمل قيمًا رقمية ثابتة بالهريفنيا والكوبيك (الوحدة الأصغر للهريفنيا). وأعيد استخدام هذه النظام لاحقا في الإصدارات اللاحقة.
لذلك، فإن الحروف الأوكرانية على طوابع لم تكن مجرد رموز عشوائية، بل كانت نظامًا عمليًا مؤقتًا لتحديد قيمة الطوابع في ظل الظروف الاقتصادية الصعبة التي مرت بها أوكرانيا في تلك الفترة.
طُبعت كل الطوابع في مؤسسة "دار الطباعة الأوكراني" المملوكة للدولة.

## قائمة الطوابع التذكارية
| التسلسل في الكتالوج                                                                                | الصورة | الوصف والمصادر | القيمة            | تاريخ طرحها للتداول | كمية الإصدار | المصمم                              |
| -------------------------------------------------------------------------------------------------- | ------ | --- | ----------------- | ------------------- | ------------ | ----------------------------------- |
| ورقة طوابع تذكارية В_156: (رقم 1627 رقم 1628 رقم 1629 رقم 1630)                                    |        | ورقة طوابع تذكارية تضم 4 طوابع: «شعارات أوكرانيا»: - رقم 1627 «شعار المجلس المركزي الأوكراني. ميخايلو هروشيفسكي (1866—1934)» - رقم 1628 «الشعار الأعظم للجمهورية الشعبية الأوكرانية. فولوديمير فينيتشينكو (1880—1951)» - رقم 1629 «رسم تخطيطي لشعار أمانة الدولة في أوكرانيا. بافلو سكوروبادسكي (1873—1945)» - رقم 1630 «شعار دليل جمهورية أوكرانيا الشعبية. سيمون بتليورا (1879—1926)»                               | 9,00 هريفنا       | 22 يناير 2018 م     | 35٬000       | التوأمان سيرجي وأوليكسندر خاروك     |
| رقم 1626                                                                                           |        | طابع «ألكسندر شاليموف. 1918—2006»/2018 | 5,00 هريفنا       | 23 يناير 2018 م     | 130٬000      | سيرهي هوروبيتس                      |
| رقم 1631                                                                                           |        | طابع «الفريق الأوكراني الأولمبي»/2018 | 9,00 هريفنا       | 23 يناير 2018 م     | 130٬000      | التوأمان سيرجي وأوليكسندر خاروك     |
| رقم 1633                                                                                           |        | سلسلة «الرسوم المتحركة الأوكرانية» على ورق لاصق ذاتيًا: «الأميرة المخطوفة: رسلان وليودميلا». | 5,00 هريفنا       | 30 مارس 2018 م      | 100٬000      | أنيماغراد استوديو الرسوم المتحركة   |
| رقم 1634                                                                                           |        | سلسلة «الرسوم المتحركة الأوكرانية» على ورق لاصق ذاتيًا: «صورة هامستر "فينيتسا" في الأميرة المخطوفة: رسلان وليودميلا». | 5,00 هريفنا       | 30 مارس 2018 م      | 100٬000      | أنيماغراد استوديو الرسوم المتحركة   |
| رقم 1635 رقم 1636                                                                                  |        | ورقة طوابع تذكارية «تريبيليا. العصور القديمة في أوكرانيا»: تحضير التربة الصب. | 9,00 15,00 هريفنا | 24 أبريل 2018 م     | 30٬000       | التوأمان سيرجي وأوليكسندر خاروك     |
| رقم 1637                                                                                           |        | «الذكرى المئوية لرفع العلم الأوكراني على سفن أسطول البحر الأسود (29 أبريل 1918 م)». | 5,00 هريفنا       | 27 أبريل 2018 م     | 130٬000      | تاران فولوديمير فاسيليفيتش          |
| رقم 1638                                                                                           |        | «التكوين التفوقي 1 (1916). كازيمير ماليفيتش. 1878—1935». | 5,00 هريفنا       | 28 أبريل 2018 م     | 130٬000      | تاران فولوديمير فاسيليفيتش          |
| رقم 1639                                                                                           |        | «نهائي دوري أبطال أوروبا 2018 في كييف، أوكرانيا». | 9,00 هريفنا       | 20 مايو 2018 م      | 130٬000      |                                     |
| رقم 1644                                                                                           |        | «ميخائيل فروبيل. لوحة فتاة صغيرة وفي الخلفية سجادة فارسية. 1886». | 5,00 هريفنا       | 19 يونيو 2018 م     | 130٬000      | ميخائيل فروبيل                      |
| رقم 1640                                                                                           |        | سلسلة «جسور أوكرانيا»: «جسر الإنجيليين الأربعة» في مقاطعة زاكارباتيا. | Z                 | 27 يونيو 2018 م     | 130٬000      |                                     |
| رقم 1641                                                                                           |        | سلسلة «جسور أوكرانيا»: «جسر قرية بليبانيفكا». | W                 | 27 يونيو 2018 م     | 130٬000      |                                     |
| رقم 1648 رقم 1649 رقم 1650 رقم 1651 رقم 1652 رقم 1653 رقم 1654                                     |        | ورقة طوابع «حشرات أوكرانيا»: - «زيز شائع أو زيز البحر الأبيض المتوسط الشائع (Lyristes plebejus)» - «رعاشة جميلة (Calopteryx virgo)» - «الإمبراطور الأرجواني الأصغر (Apatura ilia)» - «سرعوف أوروبي (Mantis religiosa)» - «يعسوب أصفر الجناحين (Sympetrum flaveolum)» - «جندب الثآليل أو جندب رمادي أو جندب عض الثآليل (Decticus verrucivorus)» - «النحل الطنان البستاني (Bombus hortorum)».                           | 7,50 هريفنا       | 3 يوليو 2018 م      | 30٬000       | التوأمان سيرجي وأوليكسندر خاروك     |
| رقم 1655                                                                                           |        | سلسلة «النباتات الطبية والعسلية»: - ناردين مخزني. | 5,00 هريفنا       | 13 يوليو 2018 م     | 130٬000      | ناتاليا كوخال                       |
| رقم 1656                                                                                           |        | سلسلة «النباتات الطبية والعسلية»: - عشبة الرئة الداكنة. | 5,00 هريفنا       | 13 يوليو 2018 م     | 130٬000      | ناتاليا كوخال                       |
| رقم 1657                                                                                           |        | سلسلة «النباتات الطبية والعسلية»: - ورد. | 5,00 هريفنا       | 13 يوليو 2018 م     | 130٬000      | ناتاليا كوخال                       |
| رقم 1658                                                                                           |        | سلسلة «النباتات الطبية والعسلية»: - نبتة سانت جون. | 5,00 هريفنا       | 13 يوليو 2018 م     | 130٬000      | ناتاليا كوخال                       |
| رقم 1659                                                                                           |        | سلسلة «الحائزين على جائزة نوبل»: - سلمان واكسمان. 1888—1973. | 7,50 هريفنا       | 22 يوليو 2018 م     | 130٬000      | تاران فولوديمير فاسيليفيتش          |
| رقم 1645 رقم 1646 رقم 1647                                                                         |        | ورقة طوابع تذكارية تضم 3 طوابع: «ميخائيل فروبيل. 1856—1910»: - رقم 1645 «ميخائيل فروبيل. لوحة ملاك مع شمعة ومبخرة. 1887»; - رقم 1646 «ميخائيل فروبيل. فتاة صغيرة وفي الخلفية سجادة فارسية. 1886»; - رقم 1647 «ميخائيل فروبيل. 1856—1910». | 7,50 5,00 هريفنا  | 27 يوليو 2018 م     | 30٬000       | ميخائيل فروبيل                      |
| رقم 1660                                                                                           |        | سلسلة «الحب هو الحياة!»: أوليسيا هوديما «لوحة: العروس». | 5,00 هريفنا       | 14 أغسطس 2018 م     | 130٬000      |                                     |
| رقم 1661                                                                                           |        | سلسلة «الحب هو الحياة!»: فسيفولود ميكولايفيتش ماكسيموفيتش «لوحة: قبلة». | 7,50 هريفنا       | 14 أغسطس 2018 م     | 130٬000      |                                     |
| رقم 1662                                                                                           |        | سلسلة «الحب هو الحياة!»: بارينوفا-كولبا فيرا إيفانوفنا «لوحة: الأم والطفل». | 9,00 هريفنا       | 14 أغسطس 2018 م     | 130٬000      |                                     |
| رقم 1663                                                                                           |        | «أندريه كوزمينكو (1968—2015). فرقة سكريابين». | 9,00 هريفنا       | 17 أغسطس 2018 م     | 130٬000      | صورة فوتوغرافية بواسطة أولينا بوجكو |
| رقم 1664 رقم 1665 رقم 1666 رقم 1667                                                                |        | ورقة طوابع تذكارية «جمال وعظمة أوكرانيا. مقاطعة خاركيف»: - «تماثيل الكومان، مدينة إزيوم» - «ميدان الحرية، مدينة خاركيف» - «كنيسة المسيح المخلص في قرية فولوديميريفكا» - «قلعة شاريفكا في شاريفكا». | 5,00 هريفنا       | 23 أغسطس 2018 م     | 30٬000       | كالميكوف أوليكساندر فيدوروفيتش      |
| رقم 1668                                                                                           |        | سلسلة «جمال وعظمة أوكرانيا» طابع «كاتدرائية رقاد السيدة العذراء، مدينة خاركيف». | 5,00 هريفنا       | 23 أغسطس 2018 م     | 130٬000      | كالميكوف أوليكساندر فيدوروفيتش      |
| رقم 1669 — 1670                                                                                    |        | ورقة طوابع تذكارية «أول طوابع بريدية أوكرانية من عصر نضالات التحرير 1917-1921»: - الذكرى المئوية لإصدار أول طابع بريدي أوكراني (جمهورية أوكرانيا الشعبية (40 شاه)) - الذكرى المئوية لإصدار أول طوابع بريدية أوكرانية (جمهورية غرب أوكرانيا الشعبية). الطوابع الظاهرة: - طابع أوكراني صادر سنة 1918 وقيمته 40 شاه أوكراني - طابع جمهورية غرب أوكرانيا الشعبية والصادر سنة 1918، وهو في الأصل طابع موشح عن طابع نمساوي. | 15,00 هريفنا      | 9 أكتوبر 2018 م     | 30٬000       | تاران فولوديمير فاسيليفيتش          |
| رقم 1671 –1672                                                                                     |        | ورقة طوابع تذكارية تضم طابعين بريديين «الرمح ثلاثي الشعب على شعارات الدولة الأوكرانية خلال نضالات التحرير (1917-1921)"»: - جمهورية أوكرانيا الشعبية - الدولة الأوكرانية. | 15,00 هريفنا      | 10 أكتوبر 2018 م    | 30٬000       | تاران فولوديمير فاسيليفيتش          |
| رقم 1673 –1674                                                                                     |        | ورقة طوابع تذكارية تضم طابعين: «العملة الأوكرانية — الهريفنيا»: - العملة الأوكرانية هي الهريفنيا. 100 عام (امرأة فلاحية تحمل منجلًا) - العملة الأوكرانية هي الهريفنيا. 100 سنة (عامل يحمل مطرقة). | 15,00 هريفنا      | 11 أكتوبر 2018 م    | 30٬000       | تاران فولوديمير فاسيليفيتش          |
| رقم 1675                                                                                           |        | سلسلة «المدافعون عن أوكرانيا»: - المقاتل «براند». | 7,00 هريفنا       | 12 أكتوبر 2018 م    | 130٬000      | صورة ميخايلو ميغوفيتش               |
| رقم 1676                                                                                           |        | سلسلة «المدافعون عن أوكرانيا»: - المقاتل «ليشي». | 7,00 هريفنا       | 12 أكتوبر 2018 م    | 130٬000      | صورة ميخايلو ميغوفيتش               |
| رقم 1677                                                                                           |        | سلسلة “الاختراعات»: أول ترام كهربائي. | 7,00 هريفنا       | 2 نوفمبر 2018 م     | 130٬000      |                                     |
| رقم 1678                                                                                           |        | سلسلة “الاختراعات»: محرك كهرضغطي. | 10,50 هريفنا      | 2 نوفمبر 2018 م     | 130٬000      |                                     |
| رقم 1679                                                                                           |        | سلسلة “الاختراعات»: زرع القرنية. | 13,00 هريفنا      | 2 نوفمبر 2018 م     | 130٬000      |                                     |
| رقم 1680 رقم 1681 رقم 1682 رقم 1683 رقم 1684 رقم 1685 رقم 1686 رقم 1687 رقم 1688 رقم 1689 رقم 1690 |        | ورقة طوابع صغيرة لسلسلة "الأبجدية الأوكرانية". - "А - Ангел" (تعني: ملاك) - "Б - Білка" (تعني: سنجاب) - "В - Ведмідь" (تعني: دب) - "Г - Гарбуз" (تعني: يقطين) - "Ґ - Ґава" (تعني: غراب) - "Д - Дракон" (تعني: تنين) - "Е - Енелятко" (تعني: إينيلياتكو) - "Є - Єнот" (تعني: راكون) - "Ж - Жаба" (تعني: ضفدع) - "З - Заєць" (تعني: أرنب) - "И - ПИрогИ" (تعني: بيروغة)                                                 | 7,00 هريفنا       | 9 نوفمبر 2018 م     | 35٬000       | كوست لافرو                          |
| رقم 1691                                                                                           |        | «شريحة لحم على طريقة كييف». | 7,00 هريفنا       | 12 نوفمبر 2018 م    | 140٬000      | يوليكا برافدوخينا                   |
| رقم 1692                                                                                           |        | «بوريس باتون. 100 عام». | 7,00 هريفنا       | 28 نوفمبر 2018 م    | 130٬000      |                                     |
| رقم 1693 رقم 1694 رقم 1695 رقم 1696 رقم 1697 رقم 1698                                              |        | سلسلة «المحميات والحدائق الطبيعية في أوكرانيا». ورقة طوابع تذكارية: «محمية الكاربات للمحيط الحيوي». - حنظب أوروبي - زان أوروبي - بلبل زيتوني - شجر الورد أو الردندرة من نوع Rhododendron myrtifolium (Q12741019) - نرجس ضيق الأوراق (Q1459449) - دب بني | 7,00 هريفنا       | 30 نوفمبر 2018 م    | 30٬000       | ناتاليا كوخال                       |
| رقم 1699                                                                                           |        | «الرياضيون الأوكرانيون البارالمبيون في الألعاب الأولمبية الشتوية في بيونغ تشانغ في كوريا الجنوبية عام 2018» مع ملصقة. | V                 | 3 ديسمبر 2018 م     | 130٬000      |                                     |
| رقم 1700 رقم 1701 رقم 1702 رقم 1703                                                                |        | سلسلة «جمال وعظمة أوكرانيا». ورقة طوابع تذكارية «جمال وعظمة أوكرانيا. مقاطعة تشرنيهيف». - المحمية الثقافية والتاريخية الوطنية «عاصمة هيتمان» - قصر كاتشانيفكا - نهر ديسنا - محطة السكة الحديدية في مدينة تشيرنيهيف | 7,00 هريفنا       | 7 ديسمبر 2018 م     | 30٬000       | كالميكوف أوليكساندر فيدوروفيتش      |
| رقم 1704                                                                                           |        | سلسلة «جمال وعظمة أوكرانيا». «كنيسة القديسة كاترين في مدينة تشيرنيهيف». | 7,00 هريفنا       | 7 ديسمبر 2018 م     | 130٬000      | كالميكوف أوليكساندر فيدوروفيتش      |
| رقم 1705                                                                                           |        | «سنة سعيدة! عام الخنزير». | V                 | 14 ديسمبر 2018 م    | 200٬000      | إيرينا ميدفيدوفسكا                  |
| رقم 1706                                                                                           |        | «التطريز الأوكراني - رمز الأمة»: - «قطعة قميص (فيشيفانكا). مقاطعة فينيتسا». | 7,00 هريفنا       | 14 ديسمبر 2018 م    | 140٬000      |                                     |
| رقم 1707                                                                                           |        | «التطريز الأوكراني - رمز الأمة»: - «قطعة روشنيك. مقاطعة بولتافا». | Z                 | 14 ديسمبر 2018 م    | 140٬000      |                                     |
| رقم 1708                                                                                           |        | «التطريز الأوكراني - رمز الأمة»: - «قطعة قميص (فيشيفانكا). مقاطعة كييف». | Z                 | 14 ديسمبر 2018 م    | 140٬000      |                                     |
| رقم 1709                                                                                           |        | سلسلة «التطريز الأوكراني - رمز الأمة»: - «قطعة طرحة. مقاطعة لفيف». | 7,00 هريفنا       | 14 ديسمبر 2018 م    | 140٬000      |                                     |
| رقم 1710                                                                                           |        | «القديس نيكولاي». | V                 | 19 ديسمبر 2018 م    | 130٬000      |                                     |
| رقم 1711 رقم 1712 رقم 1713 رقم 1714                                                                |        | سلسلة «جمال وعظمة أوكرانيا». ورقة طوابع تذكارية رقم 167 تضم 4 طوابع عن «جمال وعظمة أوكرانيا. مقاطعة سومي»: - بومة تنغمالم. متنزه ديسنا ستارا هوتا الطبيعي الوطني" - "كنيسة القيامة، مدينة" سومي" - "قالب:الساحة المستديرة، مدينة تروستيانتس" - "جامعة أولكسندر دوفجينكو التربوية الوطنية في هلوخيف | 7,00 هريفنا       | 24 ديسمبر 2018 م    | 30٬000       | كالميكوف أوليكساندر فيدوروفيتش      |
| رقم 1715                                                                                           |        | سلسلة «جمال وعظمة أوكرانيا»: «أيقونة أوختر للسيدة مريم، القرن التاسع عشر.». | 7,00 هريفنا       | 24 ديسمبر 2018 م    | 130٬000      | كالميكوف أوليكساندر فيدوروفيتش      |
| رقم 1716 رقم 1717                                                                                  |        | «إصدار مشترك بين أوكرانيا ومولدوفا، يضم طابعين عن: أجراس الكنيسة»: "جرس مازيبا" في كاتدرائية القديسة صوفيا في كييف. 1705"؛ وجرس كاتدرائية ميلاد المسيح في كيشيناو. 1838". . | Z                 | 26 ديسمبر 2018 م    | 35٬000       | التوأمان سيرجي وأوليكسندر خاروك     |

## قائمة الطوابع القياسية (الدائمة)
أصدر الطابع التالي من ضمن طوابع الإصدار التاسع للطوابع القياسية:
| التسلسل في الكتالوج | الصورة | الوصف والمصادر                                                             | القيمة | تاريخ طرحها للتداول | كمية الإصدار | المصمم              |
| ------------------- | ------ | -------------------------------------------------------------------------- | ------ | ------------------- | ------------ | ------------------- |
| رقم 1632            |        | «شعارات مدن وبلدات وقرى في أوكرانيا»: البلدة الحضرية لوكاتشي، مقاطعة فولين | D      | 16 مارس 2018 م      | كمية كبيرة   | ناتاليا أندريتشينكو |

## التعليقات
1. 1 2 3 4 5  فئة الحرف «Z»[2] تعادل  1,00 $.[14][15]
2. ↑  فئة الحرف «W»[2] تعادل  1,50 $[15][16]
3. ↑  صمم تاران فولوديمير فاسيليفيتش ورقة الطوابع التذكارية والختم البريدي.[23] قيمة الطابع البريدي رقم 1644 عي 5,00 هريفنا، بينما قيمة الطابع رقم 1646 هي 7,50 هريفنا.
4. ↑  ورقة طوابع تذكارية غير مخصصة للتداول — 30٬000 نسخة (500 منها غير مثقوبة ومرقمة للمشاركين في المعرض الوطني السادس عشر للطوابع البريدية ولتشجيع نشطاء الحركة البريدية في أوكرانيا).
5. 1 2  تصميم ورقة طوابع تذكارية مع ختم بريدي — تاران فولوديمير فاسيليفيتش.
6. ↑  ورقة طوابع تذكارية غير مخصصة للتداول — 30٬000 نسخة (500 منها غير مثقوبة ومرقمة للمشاركين في المعرض الوطني السادس عشر للطوابع البريدية ولتشجيع نشطاء الحركة البريدية في أوكرانيا.
7. ↑  ورقة طوابع تذكارية غير مخصصة للتداول — 30٬000 نسخة (500 منها غير مثقوبة ومرقمة للمشاركين في المعرض الوطني السادس عشر للطوابع البريدية ولتشجيع نشطاء الحركة البريدية في أوكرانيا).
8. ↑  تصميم ورقة طوابع تذكارية مع ختم بريدي — تاران فولوديمير فاسيليفيتش.
9. 1 2 3  فئة الحرف «V» تتوافق مع التعريفة الخاصة بإرسال رسالة عادية غير ذات أولوية يصل وزنها إلى 20 غرامًا داخل أوكرانيا[2] (بحسب فبراير 2018 م — تعادل 5,00 هريفنا أوكرانية.[15])
10. ↑  القيمة الاسمية للحرف «D»[2] تعادل 4,00 هريفنا أوكرانية (سعر صرف الطابع يُعطى وفقًا لبيانات البريد الأوكراني بحسب 30 يونيو 2018).[15]

## روابط خارجية
- "Каталог марок України: 2018". КМД УДППЗ «Укрпошта» (بالأوكرانية). poshta.kiev.ua. Archived from the original on 2019-01-23. Retrieved 2019-01-27. {{استشهاد ويب}}: تجاهل المحلل الوسيط |deadlink= لأنه غير معروف، ويقترح استخدام |url-status= (help)